# パネルシアター
パネルシアターとは、毛羽立ちのあるフランネル布やパネル布を貼った板を舞台とし、表現したい絵や文字を不織布で紙人形状にしたものを貼ったり外したりしながら、おはなし、歌あそび、ゲーム等を展開する表現方法である。
現在、舞台には付着力のよいパネル布（日本不織布3150番等）を、絵（文字）にはPペーパー（MBSテック130番、180番等）や和紙等が用いられている。

## 歴史
毛羽立ちのある布同士が付着する性質を利用した表現技法としては、教会や教育現場で用いられていたフランネルグラフや、フェルトに似たボントンという布を使うボントン絵などがあった。
フランネルグラフは、紙に描いた絵の裏にフランネルを貼り、フランネル地のパネルに貼ってストーリーを展開する。
大学時代から子ども会活動での実践を重ね、教育委員会で社会教育主事としての活動を行ったのち、浄土宗西光寺の住職となった古宇田亮順が、これらの「絵ばなし」を改良し、1973年にパネルシアターを考案した。人形劇団太郎座の人形や舞台を制作していた松田治仁が協力し、彼が絵を手がけた作品に「シャボン玉とばせ」「とんでったバナナ」、「くもの糸」、美空ひばりの歌に合わせて演じる「一本の鉛筆」などがある。
フランネルグラフからの改良点として、絵を不織布そのものの両面に描けるようになり、両面とも付着する素材であることから加工も不要で、裏返しての方向転換等が可能になったことなどがある。
それまで包装材や防音材として使われてきた不織布の中から、古宇田が最も適性の良い素材を探しPペーパーに使用したのは非常に画期的な事であり、その意味でも、外観が似ているフランネルグラフとは表現力に大きな違いがある（参考・第五回正力賞受賞者を訪ねて『読売新聞』1981年4月8日全国版夕刊）。
古宇田の発想はそれに止まることなく、その後ブラックライトをパネル全体に当て、蛍光インクで描かれた絵を動かすブラックパネルシアターや、幻灯機をパネル布の裏から投影する影絵式パネルシアターを開発する（参考・つくる『朝日新聞』日曜全国版朝刊1977年4月17日）。
なお、古宇田はこの功績により1981年、正力松太郎賞を受賞している。
以来、保育園・幼稚園・小学校などの保育・教育現場を中心に、実演が広まった。

## 特徴
パネルシアターの利点は、ペープサートと同様の次のような点である。
- 動きがあって聴衆の興味をひき、集中力が持続する
- 登場人物の整理がつく
- 絵を描く量が少ない
- 裏返しによる方向転換

また、より顕著な特徴として、「しかけ」や「トリック」と呼ばれる次のような手法がある。
- 糸止めによる動き
- 重ね張りによる配置換え
- ポケットイン・ポケットアウト
- 糸釣り・スライド・裏抜き